# Vassa

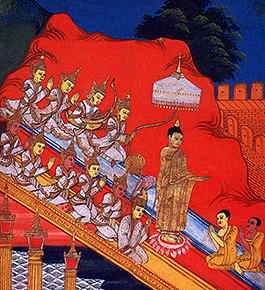
Buda desciende del cielo de Tavatimsa en una escalera adornada con joyas al final de su séptimo retiro de la temporada de lluvias (Birmania,).

El término palí vassa, se refiere al retiro budista durante la época de lluvias en la India (el  periodo de los monzones, cuando los monjes interrumpen su peregrinación habitual y permanecen recogidos en meditación y rezo.
- vasso (‘lluvia’), en idioma palí
- varsha (‘lluvia’), en sánscrito
- waso, en birmano
- pansa en laosiano
- pansa en tailandés

Durante estos cuatro meses deben predominar el recogimiento y la abstinencia.
En este periodo los laicos no celebran matrimonios y se evita cualquier cambio de residencia.
Este recogimiento especial de los meses del monzón está relacionado con el periodo chaturmasia (‘cuatro meses’) de lluvias.
También se conoce como la Cuaresma budista.
- Datos: Q1151493
- Multimedia: Vassa / Q1151493